# Brunsvigia
Brunsvigia là chi thực vật có hoa trong họ Amaryllidaceae.

## Hình ảnh

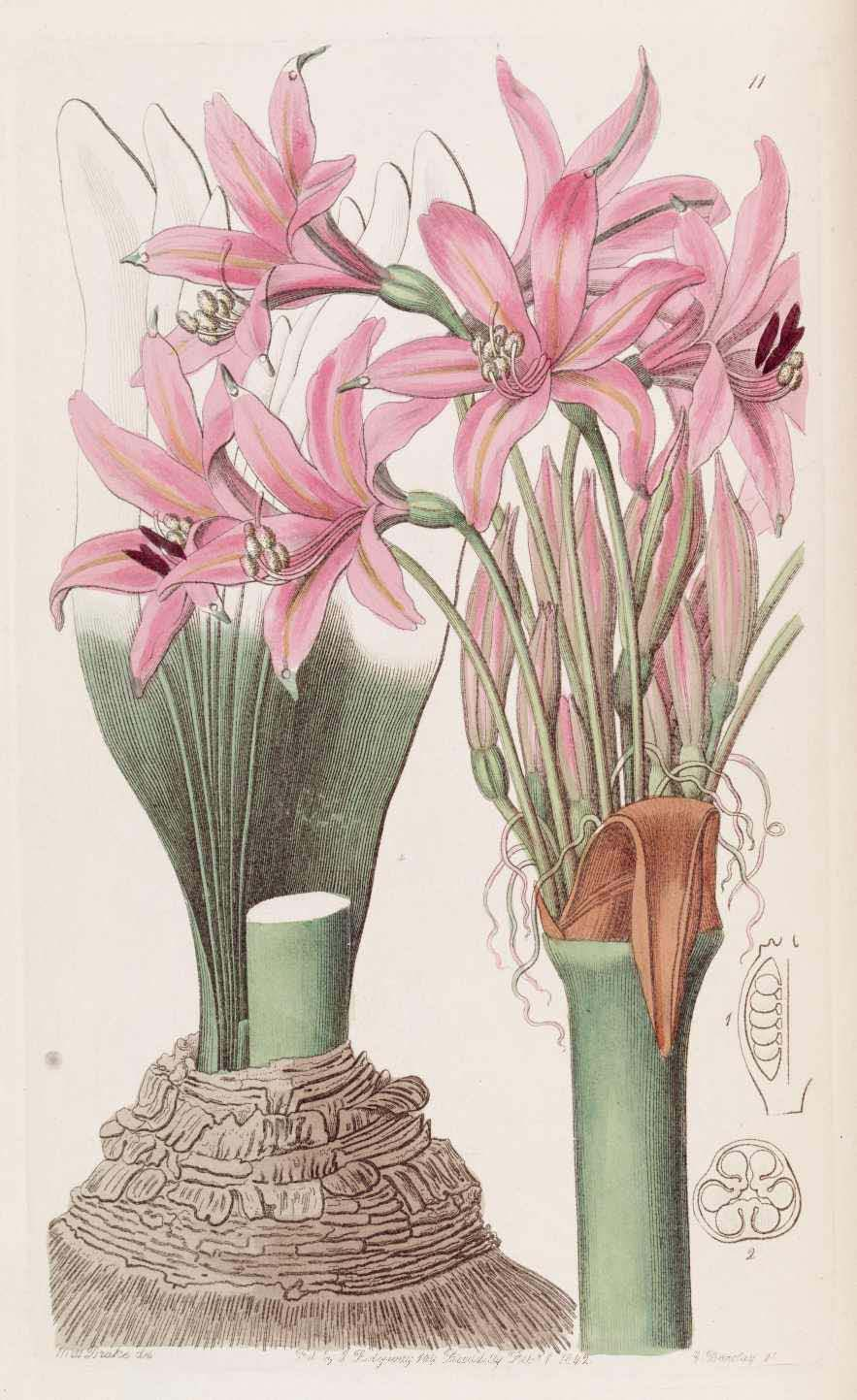
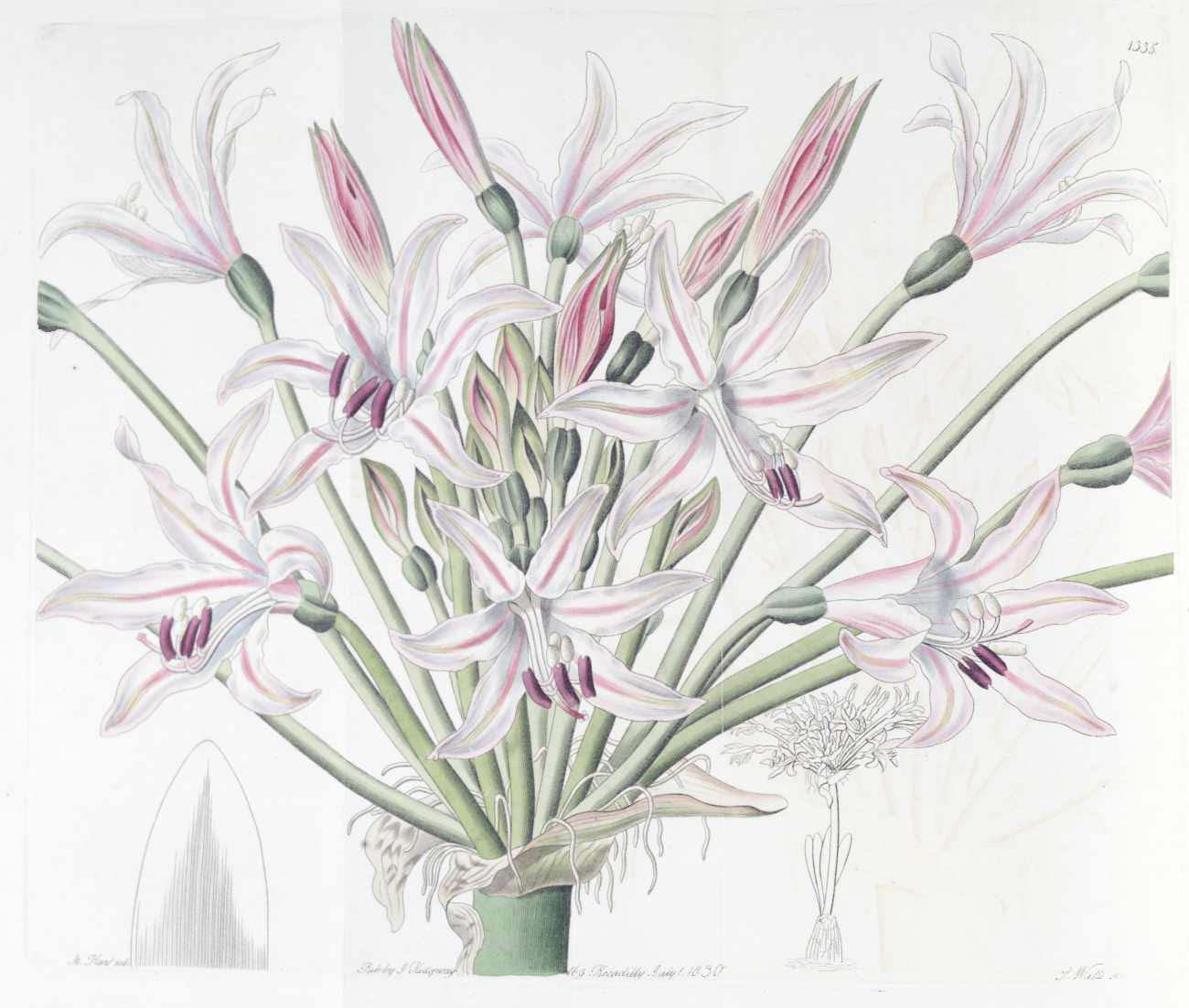
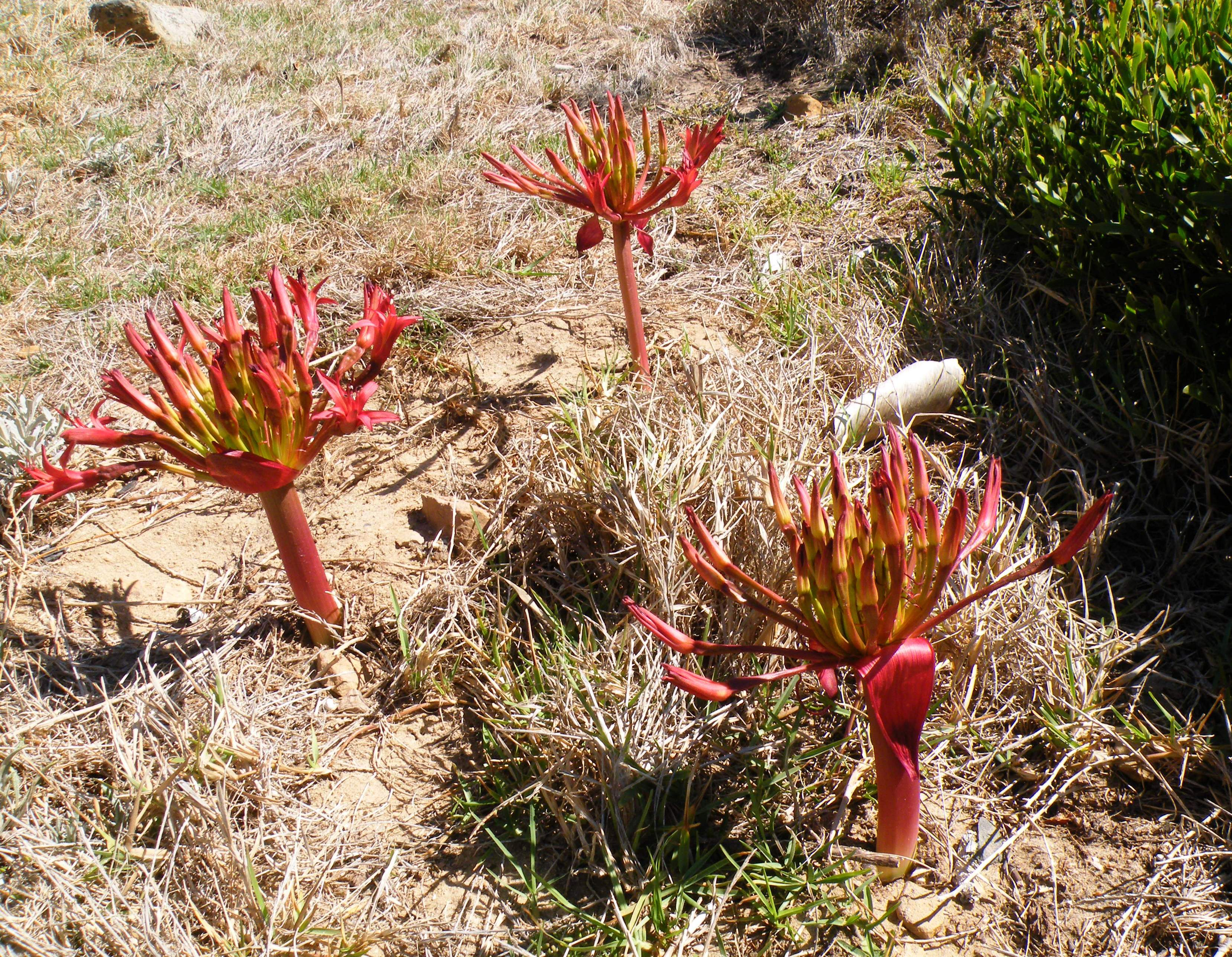
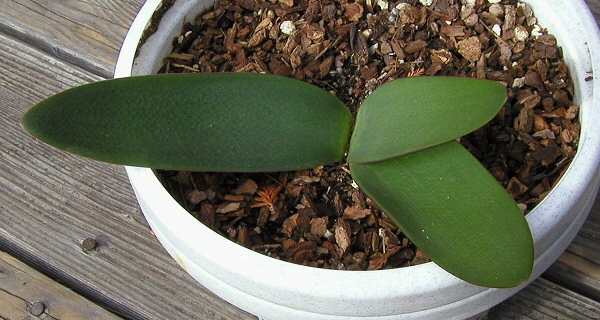